# Polonyi László (labdarúgó)
Polonyi László (Monor, 1959. január 15. –) magyar labdarúgó, középpályás.

## Pályafutása

### Újpesti Dózsa
1982-ben igazolt az Újpesti Dózsa csapatába. 1982. október 20-án játszott a Real Madrid ellen, amikor Temesvári Miklós vezetőedző becserélte Kisznyér Sándor helyére a 73-ik percben. 

## Sikerei, díjai
Újpesti Dózsa
- Magyar kupagyőztes: 1982–83
- Kupagyőztesek Európa-kupája: Negyeddöntős (1984)